# عبد الله بن أحمد بن سعيد بن يربوع
أبو محمد عبد الله بن أحمد بن سعيد بن يربوع بن سليمان الإشبيلي المالكي الفقيه المحدث الظاهري. (444 هـ - 522 هـ)]. أحد العلماء ومن رواة الحديث عند أهل السنة والجماعة.
‌عبد ‌الله ‌بن ‌أحمد ‌بن ‌سعيد ‌بن ‌يربوع بن سليمان: من أهل إشبيلية. سكن قرطبة وأصله من شنتمرية من الغرب يكنى: أبا محمد، ومولده سنة أربعٍ وأربعين وأربع مئة.
من أهل إشبيلية. سكن قرطبة. كان حافظا للحديث وعلله، عارفا بأسماء رجاله ونقلته، يبصر المعدلين منهم والمجرحين، ضابطا لما كتبه، ثقة فيما رواه.
قال ابن الآبار: وله تواليف مفيدة وكان ظاهري المذهب.
قال عبد الحي الكتاني: الإقليد في [بيان] الأسانيد: للحافظ الضابط الثقة الزكي أبي محمد ‌عبد ‌الله ‌ابن ‌أحمد ‌بن ‌سعيد ‌بن ‌يربوع الإشبيلي القرطبي محدثها المتوفى سنة 522. أرويه بالسند إلى ابن بشكوال عنه، قال الحافظ ابن ناصر الدين الدمشقي في حق ابن يربوع الشنتريني المذكور: كان أحد الحفاظ الثقات المصنفين عارفاً بالعلل والجرح والتعديل ومتون الأسانيد، ومن مصنفاته الاقليد في بيان الأسانيد اه.

## شيوخه
روى ببلده عن: أبي عبد الله محمد بن أحمد بن منظور سمع منه: صحيح البخاري عن أبي ذر، وسمع من أبي محمد بن خزرج كثيرا من روايته، وسمع بقرطبة: من أبي القاسم حاتم بن محمد، وأبي مروان بن سراج، وأبي علي الغساني، وكتب إليه أبو العباس العذري بإجازة ما رواه. وكتب بخطه علماً كثيراً، وصحب أبا علي الغساني كثيراً واختص به وانتفع بصحبته ، وكان أبو علي يكرمه ويفضله ، ويعرف حقه، ويصفه بالمعرفة والذكاء.

## تلاميذه
حدث عنه:
1. ابن بشكوال.
2. وأبو جعفر بن الباذش وغيرهما.[6]

## مؤلفاته
- الإقليد في بيان الأسانيد.
- تاج الحلية وسراج البغية في معرفة أسانيد المؤطأ.
- لسان البيان عما في كتاب أبي نصر الكلاباذي من الإغفال والنقصان.
- المنهاج في رجال مسلم ابن الحجاج.

## وفاته
وتوفي رحمه الله يوم السبت، ودفن أثر صلاة العصر من يوم الأحد التاسع من صفر سنة اثنتين وعشرين وخمسمائة. ودفن بمقبرة الربض وصلى عليه القاضي محمد بن أصبغ.